# Longyangxia Shuiku
Longyangxia Shuiku (kinesiska: 龙羊峡水库) är en reservoar i Kina. Den ligger i den centrala delen av landet, 1 400 km väster om huvudstaden Peking. Longyangxia Shuiku ligger 2 569 meter över havet. Arean är 287 kvadratkilometer. Trakten runt Longyangxia Shuiku består i huvudsak av gräsmarker. Den sträcker sig 38,4 kilometer i nord-sydlig riktning, och 37,2 kilometer i öst-västlig riktning.